# Paganini (Operette)
Paganini ist eine Operette in drei Akten von Franz Lehár. Sie entstand 1925 mit Texten von Paul Knepler und Bela Jenbach. Lehár setzte hier dem Violinvirtuosen Niccolò Paganini ein Denkmal. Die Uraufführung fand am 30. Oktober 1925 im Johann Strauß-Theater in Wien statt. Die deutsche Premiere fand im Januar 1926 mit Richard Tauber (Paganini) und Vera Schwarz (Anna Elisa) am Deutschen Künstlertheater in Berlin statt. Mit diesem Werk begann Franz Lehárs dritte und letzte Schaffensphase. Die vorhergehende Operette Clo-Clo, zu deren Gunsten er die Komposition von Paganini unterbrach, war noch ganz im Zeichen der beschwingt-fröhlichen Operette gestanden. Paganini ist die erste von mehreren opernhaften Operetten des Komponisten, die alle ohne „Happy End“ bleiben und die auf den Tenor Richard Tauber zugeschnitten waren.

## Handlung

### Erster Akt
Vor einem Landgasthaus in der Nähe des Dorfs Capannori
Die Handlung beginnt in der Nähe des Dorfes Capannori bei Lucca, wo gerade Paganini im Rahmen einer Konzertreise gastiert. Er macht mit seiner Musik und seiner Virtuosität auf der Geige großen Eindruck auf die Bewohner des Dorfes. Zur gleichen Zeit befindet sich auch die Fürstin Anna Elisa, eine Schwester des französischen Kaisers Napoleon I., auf einem Jagdausflug in derselben Gegend. Zufällig hört sie auch Paganinis Geigenspiel. Die junge Fürstin, die in einer unglücklichen Ehe lebt und von ihrem Gatten, dem Fürsten Felice, betrogen wird, sehnt sich ihrerseits nach einem Abenteuer. Da kommt Paganini gerade gelegen. Sie lernt ihn kennen, gibt sich selbst aber noch nicht zu erkennen. Wie sich herausstellt, darf Paganini in Lucca selbst nicht auftreten, weil er in einem Zweikampf einen Mann getötet haben soll. Paganini will empört abreisen und lehnt eine Rechtfertigung seinerseits ab. Dann taucht auch noch der Fürst persönlich auf und bestätigt das Auftrittsverbot. Nun setzt sich Anna Elisa bei ihrem Mann für Paganini ein und erreicht die Aufhebung des Verbots. Der Künstler ist begeistert und vom Charme seiner Gönnerin gefesselt. Gleichzeitig erfährt er aber, wer diese wirklich ist. In der Folge entwickelt sich zwischen den beiden eine Affaire.

### Zweiter Akt
Festsaal im Schloss zu Lucca
Paganini ist nun schon seit sechs Monaten der Geliebte der Fürstin. Natürlich stößt das Verhältnis auf Widerstand. Der Fürst ist wenig begeistert von dieser Affaire. Hinzu kommt noch, dass Paganini sich auch noch der Geliebten des Fürsten nähert. Er hat also schon zwei Gründe, ihn loszuwerden. Paganinis Impresario Bartucci ist ebenfalls gegen einen Verbleib des Künstlers in Lucca. Er ist der Meinung, Paganini müsse mit seiner Musik die ganze Welt erobern. Aus diesen Gründen ist Anna Elisa sehr besorgt um den Fortbestand ihrer Beziehung. Dann kommt auch noch ein Bote aus Paris, der ihr einen Befehl ihres kaiserlichen Bruders überbringt, wonach Paganini dem Ruf der kaiserlichen Familie schade und, unter Beendigung der Beziehung zu seiner Schwester, den Hof von Lucca zu verlassen habe. Die Fürstin weigert sich zunächst, dem Befehl ihres Bruders Folge zu leisten. Als sie aber von der sich anbahnenden Verbindung Paganins mit Bella, der Mätresse des Fürsten erfährt, trennt sie sich schließlich von ihm. Eine aus Eifersucht geplante Verhaftung verhindert sie aber noch in letzter Minute. Paganini zieht nun selbst die Konsequenz aus den Ereignissen und flieht aus Lucca.

### Dritter Akt
In einer Schmugglerschenke an der Grenze des Fürstentums
Paganini will mit Hilfe der Schmuggler rasch das Fürstentum verlassen und über die Grenze ins Ausland fliehen. Noch ehe es so weit kommt, tauchen sowohl Bella als auch die Fürstin in der Schenke auf. Paganini hat sich inzwischen entschlossen, der Damenwelt zu entsagen und nur noch seiner Kunst zu leben. Anna Elisa, die ohnehin nur gekommen war, um Abschied zu nehmen, gibt ihn endgültig frei.

## Rezeption
Die Operette wurde ein großer Erfolg, der neben Lehárs Musik auch dem großen Tenor Richard Tauber zu verdanken war. Sie eignete sich gut für Radioübertragungen, Schallplatteneinspielungen und für Filme und erreichte so einen hohen Bekanntheitsgrad. Im Lauf der Jahre und Jahrzehnte hat die Nachfrage nach dem Werk zwar nachgelassen. Trotzdem wird es gelegentlich bis heute noch aufgeführt. Verschiedene Musiknummern sind auch heute noch oft bei Konzerten zu hören.

## Tonträger
- Eine Rundfunkaufnahme mit dem Wiener Rundfunkorchester unter der Leitung von Franz Lehár aus dem Jahr 1942 (Sänger: Esther Réthy, Karl Friedrich und Georg Oeggl) wurde mehrfach auf CD veröffentlicht.
- Eine Rundfunkaufnahme mit dem Orchester des WDR Köln unter Franz Marszalek von 1952 mit den Interpreten Peter Anders, Anny Schlemm und Willy Hofmann erschien bei dem Label Membran.
- Eine Einspielung der EMI aus dem Jahr 1976 mit dem Symphonie-Orchester des Bayerischen Rundfunks und dem Chor der Bayerischen Staatsoper München unter der Gesamtleitung von Willi Boskovsky erschien als CD beim Label Cologne Collection. Auf dieser Aufnahme wirkten u. a. Anneliese Rothenberger, Friedrich Lenz, Nicolai Gedda, Benno Kusche und Heinz Zednik mit.[2]
- Im Jahr 2009 entstand eine Live-Aufnahme im Münchner Prinzregententheater: es spielten und sangen das Münchner Rundfunkorchester und der Chor des Bayerischen Rundfunks. Die Gesamtleitung hatte Ulf Schirmer. Solisten waren unter anderem Kristiane Kaiser, Eva Liebau und Zoran Todorovich. Die CD erschien 2015 beim Label CPO.

## Gestaltung

### Orchester
Die Orchesterbesetzung umfasst die folgenden Instrumente:
- Holzbläser: zwei Flöten (auch Piccolo), zwei Oboen, zwei Klarinetten, zwei Fagotte
- Blechbläser: vier Hörner, zwei Trompeten, drei Posaunen, Tuba
- Pauken, Schlagzeug: große Trommel, kleine Trommel, Becken, hängendes Becken, Tamburin, Triangel, Tamtam, Glockenspiel
- zwei Mandolinen
- Celesta
- Harfe
- Streicher
- Bühnenmusik hinter der Szene: Violine (anspruchsvoll)

### Musiknummern
Dem Booklet der oben erwähnten Aufnahme aus dem Jahr 1977 sind folgende Musiknummern entnommen, die auch der Partitur des Komponisten entsprechen:
Erster Akt
- Nr. 1 Violinsolo und Orchester
- Nr. 2 „Mein lieber Freund, ich halte viel auf Etikette“ (Auftrittslied der Anna Elisa mit Chor)
- Nr. 3 „Schönes Italien“ (Lied des Paganini)
- Nr. 4 „Was ich denke, was ich fühle“ (Duett Anna Elisa – Paganini)
- Nr. 5 „So ein Mann ist eine Sünde Wert“ (Lied der Anna Elisa)
- Nr. 6 „Mit den Frauen auf du und du“ (Duett Pimpinelli – Bella)
- Nr. 7 Finale I (Alle)

Zweiter Akt
- Nr. 8 Introduktion: „Wenn keine Liebe wär“ (Bella, Paganini, Pimpinelli, Chor)
- Nr. 9 „Gern hab ich die Fraun geküsst“ (Lied des Paganini)
- Nr. 10 „Deinen süßen Rosenmund“ (Duett Anna Elisa – Paganini)
- Nr. 11 „Einmal möcht ich was Närrisches tun“ (Duett Bella – Pimpinelli)
- Nr. 12 „Niemand liebt dich so wie ich“ (Duett Anna Elisa – Paganini)
- Nr. 13 „Liebe du Himmel auf Erden“ (Lied der Anna Elisa)
- Nr. 14 Finale 2 (Alle)

Dritter Akt
- Nr. 15 Neapolitanisches Lied und Tanz: „Liegen um Mitternacht alle Bürger schnarchend im Schlaf“ (Chor)
- Nr. 16 Schnapslied: „Wenn man das letzte Geld verlumpt“ (Beppo – Chor)
- Nr. 17 Melodram & Reminiszenz: „Ja meine Geige lieb ich immerdar“ (Paganini)
- Nr. 18 „Wir gehen ins Theater“ (Tanzduett Bella – Pimpinelli)
- Nr. 19 „Wo meine Wiege stand ich weiß es nicht – Wer will heut mein Liebster sein“ (Lied und Tarantella der Anna Elisa)
- Nr. 20 Finale III (Finaletto) „Du bist geflohen – Du darfst keiner Frau gehören“ (Anna Elisa – Paganini – Bartucci)

## Verfilmungen
Die Operette wurde 1934 unter dem Titel Gern hab’ ich die Frau’n geküßt von E. W. Emo verfilmt.
Eugen York verfilmte Paganini 1973 für das ZDF. Darsteller waren Antonio Theba (Paganini), Teresa Stratas (Fürstin Anna Elisa), Johannes Heesters (Fürst Felice Bacciocchi), Dagmar Koller (Bella Giretti), Peter Kraus (Pimpinelli), Fritz Tillmann (Conte Carcasona), Wolfgang Lukschy (Graf Hedouville).